# Orgilus tenuis
Orgilus tenuis är en stekelart som beskrevs av Muesebeck 1970. Orgilus tenuis ingår i släktet Orgilus och familjen bracksteklar. Inga underarter finns listade i Catalogue of Life.